# Blind Willie McTell
Willie Samuel McTell, conocido en el mundo del blues como Blind Willie McTell, fue un guitarrista y cantante, nacido en Thomson, Georgia, en 1898, probablemente el 5 de mayo, y fallecido en Almón, en el mismo estado, el 19 de agosto de 1959.

## Historial
McTell había sido educado en escuelas para ciegos de Georgia, Nueva York y Míchigan, aunque su ceguera no era total. Comenzó su actividad como músico callejero en Atlanta, donde consiguió convertirse en el rey. Grabó abundantemente, entre 1927 y 1956, sobre todo para productores de compañías discográficas que recopilaban folclore auténtico: siempre estaba localizable y accesible. Buena parte de estas grabaciones se editaron bajo seudónimos, como Blind Sammie, Georgia Bill o Pig'n Whistle Red. Gracias a estas grabaciones, para Alan y John Lomax, y los sellos Atlantic Records, Savoy Records o Regal, consiguió bastante fama, y pudo seguir grabando después de la guerra, aun cuando su estilo ya no estaba de moda, gracias al entusiasmo despertado en los aficionados al folk de todo el mundo. Llegó a viajar a Sudamérica. 
Su última grabación la realizó en 1956 para el dueño de una tienda de discos de Atlanta, y fue puesta en circulación póstumamente por la firma Prestige/Bluesville, bajo el título de Last Session. Después de eso, sólo interpretó música religiosa. De 1957 hasta su muerte fue predicador en la Iglesia Bautista Monte Zion de Atlanta. Murió a causa de una hemorragia cerebral, según algunos autores consecuencia de los golpes recibidos de unos atracadores que le robaron su guitarra, el 19 de agosto de 1959, en el Hospital Estatal de Milledgeville.
Bob Dylan le dedicó una canción titulada "Blind Willie McTell", cuya melodía se basaba en la del tema "St. James Infirmary Blues" y cuya letra refleja la historia de la música de América y la esclavitud.

## Estilo
McTell era, en realidad, un songster, fiel representante del Blues de Piedmont, con un estilo muy versátil de guitarra y una voz muy adaptable y un repertorio repleto de ragtimes, hillbilly y cantos espirituales, además de blues. Su fingerpicking era virtuoso, complejo e irregular, creando escuela entre los músicos de las generaciones posteriores. También fue un especialista en el uso del bottleneck, con un sonido muy cristalino. Algunos autores lo consideran como la cima de la guitarra folk.

## Temas más conocidos
- Statesboro Blues
- Broke Down Engine Blues
- Death Room Blues
- Love Makin' Mama
- Your Southern Can Is Mine
- The Dyin' Crapshooter's Blues
- Weary Hearted Blues